# Euricrium ruebsaameni
Euricrium ruebsaameni är en tvåvingeart som beskrevs av Günther Enderlein 1911. Euricrium ruebsaameni ingår i släktet Euricrium och familjen sorgmyggor. Inga underarter finns listade i Catalogue of Life.